# Década de 1270
Séculos: Século XII - Século XIII - Século XIV
Décadas: 1240 1250 1260 - 1270 - 1280 1290 1300
Anos: 1270 - 1271 - 1272 - 1273 - 1274 - 1275 - 1276 - 1277 - 1278 - 1279